# Стовенцино
Стовенцино (пол. Stowięcino, нім. Stojentin) — село в Польщі, у гміні Ґлувчиці Слупського повіту Поморського воєводства.
Населення — 522 особи (2011).
У 1975-1998 роках село належало до Слупського воєводства.

## Демографія
Демографічна структура станом на 31 березня 2011 року:
|          | Загалом | Допрацездатний вік | Працездатний вік | Постпрацездатний вік |
| -------- | ------- | ------------------ | ---------------- | -------------------- |
| Чоловіки | 245     | 57                 | 170              | 18                   |
| Жінки    | 277     | 66                 | 157              | 54                   |
| Разом    | 522     | 123                | 327              | 72                   |